# Elinor Barker
Elinor Barker   (Cardiff, 7 de setembre de 1994) és una ciclista gal·lesa especialista en el ciclisme en pista. S'ha proclamat dos cops campiona del món de Persecució per equips i el 2016 campiona olímpica en la mateixa prova. També ha obtingut la medalla d'or en el Campionat del món en Puntuació.

## Palmarès en pista
- 2012
  -  Campiona d'Europa júnior en Persecució
  -  Campiona d'Europa júnior en Persecució per equips (amb Amy Roberts i Lucy Garner)
  -  Campiona nacional en Persecució per equips
- 2013
  -  Campiona del món de persecució per equips (amb Danielle King i Laura Trott)
  -  Campiona d'Europa en Persecució per equips (amb Danielle King, Laura Trott, Katie Archibald i Joanna Rowsell)
  -  Campiona nacional en Persecució per equips (amb Danielle King, Joanna Rowsell i Laura Trott)
- 2014
  -  Campiona del món de persecució per equips (amb Joanna Rowsell, Katie Archibald i Laura Trott)
  -  Campiona d'Europa en Persecució per equips (amb Ciara Horne, Katie Archibald i Laura Trott)
  -  Campiona nacional en Persecució per equips (amb Danielle King, Joanna Rowsell i Laura Trott)
- 2015
  -  Campiona d'Europa en Persecució per equips (amb Joanna Rowsell, Katie Archibald, Laura Trott i Ciara Horne)
- 2016
  -  Medalla d'or als Jocs Olímpics de Rio de Janeiro en persecució per equips (amb Laura Trott, Katie Archibald i Joanna Rowsell)
  -  Campiona nacional en madison (amb Laura Kenny)
- 2017
  -  Campiona del Món en Puntuació
  -  Campiona d'Europa de Madison (amb Eleanor Dickinson)
- 2018
  - Medalla d'or als Jocs de la Commonwealth en cursa als punts
  -  Campiona d'Europa en Persecució per equips
  -  Campiona nacional en americana
- 2019
  -  Campiona del Món en scratch
  -  Campiona d'Europa en Persecució per equips
- 2020
  -  Campiona del Món en cursa als punts
  -  Campiona d'Europa en Persecució per equips
  -  Campiona d'Europa en Persecució en eliminació
- 2021
  - Medalla d'argent als Jocs Olímpics de Tòquio en persecució per equips
- 2023
  -  Campiona del Món en persecució per equips
  -  Campiona del Món en americana
  -  Campiona d'Europa en Persecució per equips
  -  Campiona d'Europa en Persecució en cursa a l'americana
- 2024
  - Medalla d'argent als Jocs Olímpics de París en persecució per equips
  - Medalla de bronze als Jocs Olímpics de París en persecució per equips

### Resultats a laCopa del Món en pista
- 2012-2013
  - 1a a Glasgow, en Persecució per equips
- 2013-2014
  - 1a a Aguascalientes i Manchester, en Persecució per equips
- 2014-2015
  - 1a a Guadalajara i Londres, en Persecució per equips
- 2016-2017
  - 1a a Apeldoorn, en Puntuació
- 2017-2018
  - 1a a Manchester, en Persecució per equips
  - 1a a Manchester, en Madison

## Palmarès en ruta
- 2012
  -  Campiona del món júnior en contrarellotge
- 2017
  - Vencedora d'una etapa al BeNe Ladies Tour

### Resultats a les Grans Voltes

#### Giro d'Itàlia
- 2023: 58a posició